# Privilegia clericorum
Privilegia clericorum jsou zvláštní výsady (privilegia), které podle kanonického práva náležely těm, kdo přijali kněžské svěcení, tedy klerikům, a byly potvrzeny v Kodexu kanonického práva z roku 1917.

## Historický vývoj
S postupující sekularizací různých právních systémů se totiž výsady z velké části omezily na pouhá principiální prohlášení, která mají jen malý praktický význam.

## Typy privilegií
Privilegium canonis
Podle kánonu 119 zavazuje exkomunikací laika, který se dopustil skutečné urážky (ingiuria reale), tj. bití kleriků. Název pochází ze starověkého kánonu, který zněl: „Si quis, suadente diabolo, clericum percutit, anatema esto.“ Česky: „Pokud někdo na popud ďábla udeří duchovního, budiž proklet.“
Privilegium fori
Podle kánonu 120 vyhradil církevnímu soudu jak civilní, tak trestní spory.
Privilegium immunitatis
Kánon 121 osvobozoval kleriky od vojenské služby a dalších civilních povinností.
Privilegium competentiae
Podle kánonu 122 si mohli klerici, kteří byli zadluženi u třetích osob, ponechat „to, co je nutné k jejich poctivému živobytí“ (srov. kán. 122). 